# Chiesa di San Stin
La chiesa di San Stin è stato un edificio religioso della città di Venezia, costruito ad affiancare l'omonimo campo nel sestiere di San Polo, pochi metri a nord del complesso dei Frari. Era dedicata a santo Stefano confessore (forse identificabile in santo Stefano il giovane) e popolarmente veniva chiamata San Stefanin (poi contratto in San Stin) per distinguerla dalla grande chiesa nel campo Santo Stefano.

## Storia
Secondo alcuni sarebbe stata eretta nel X secolo e subito elevata a parrocchiale. Una tradizione più tarda la fa risalire invece al 1295 ad opera del patrizio Giorgio Zancani, ma si tratterebbe in realtà di una ricostruzione, visto che la Cronaca del doge Andrea Dandolo la indica tra gli edifici distrutti durante l'incendio del 1105. L'intitolazione ad un santo costantinopolitano, poco noto altrimenti, riporta alle tradizionali frequentazioni orientali dei veneziani e infatti la ricostruzione avvenne forse grazie al finanziamento del nobile Giorgio Zancani proveniente da Creta. 

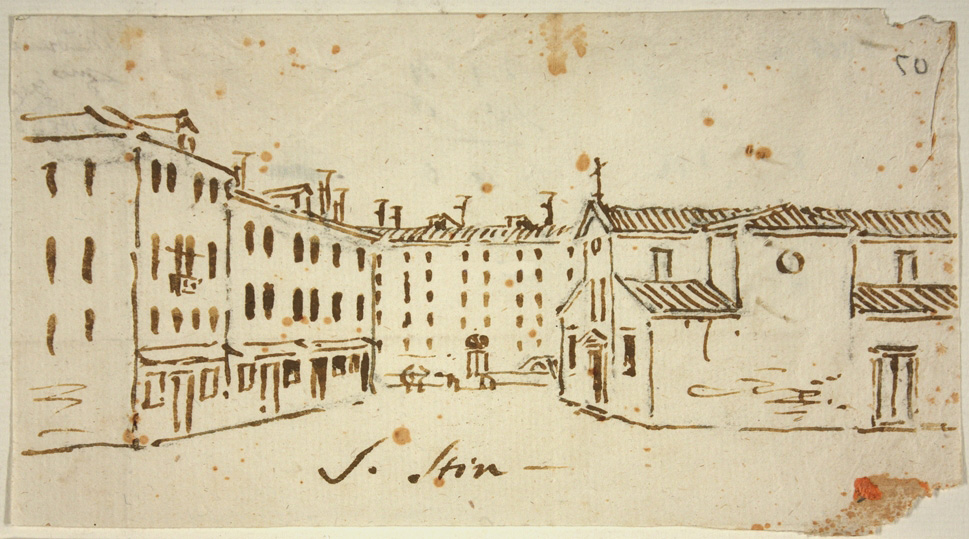
Giacomo Guardi, Campo San Stin, 1790?, penna su carta, Venezia Museo Correr

Chiesa collegiata fino al 1807 dipendeva dalla chiesa matrice di San Silvestro. Nel 1810 la parrocchia non sfuggì alle Soppressioni napoleoniche e il suo territorio venne inglobato dapprima a Sant'Agostino, poi assieme a questa a quella di Santa Maria Gloriosa dei Frari, appena eretta a parrocchiale. Pochi anni dopo fu demolita.
Oggi dell'esistenza della chiesa di San Stin rimane soltanto una parte del campanile trasformato in abitazione incorporato nel successivo edificio. 
Più rilevante è la persistenza di una bassa sporgenza poligonale dal corpo delle attuali abitazioni, forse una cappella o una sagrestia, ben visibile verso l'angolo sud ovest del Campo San Stin.

## Descrizione
Nella pianta di De' Barbari (1500), la chiesa di San Stin è rappresentata come un piccolo edificio a  tre navate, con una facciata a salienti. Il basso campanile, attiguo alla piatta abside della struttura, era coronato da una cuspide a pigna con gugliette a edicola sui quattro angoli; configurazione usuale nei modelli romanici, confermata dalla sua rappresentazione nello sfondo dell'Offerta della reliquia della Santa Croce ai confratelli della Scuola di San Giovanni Evangelista di Lazzaro Bastiani.

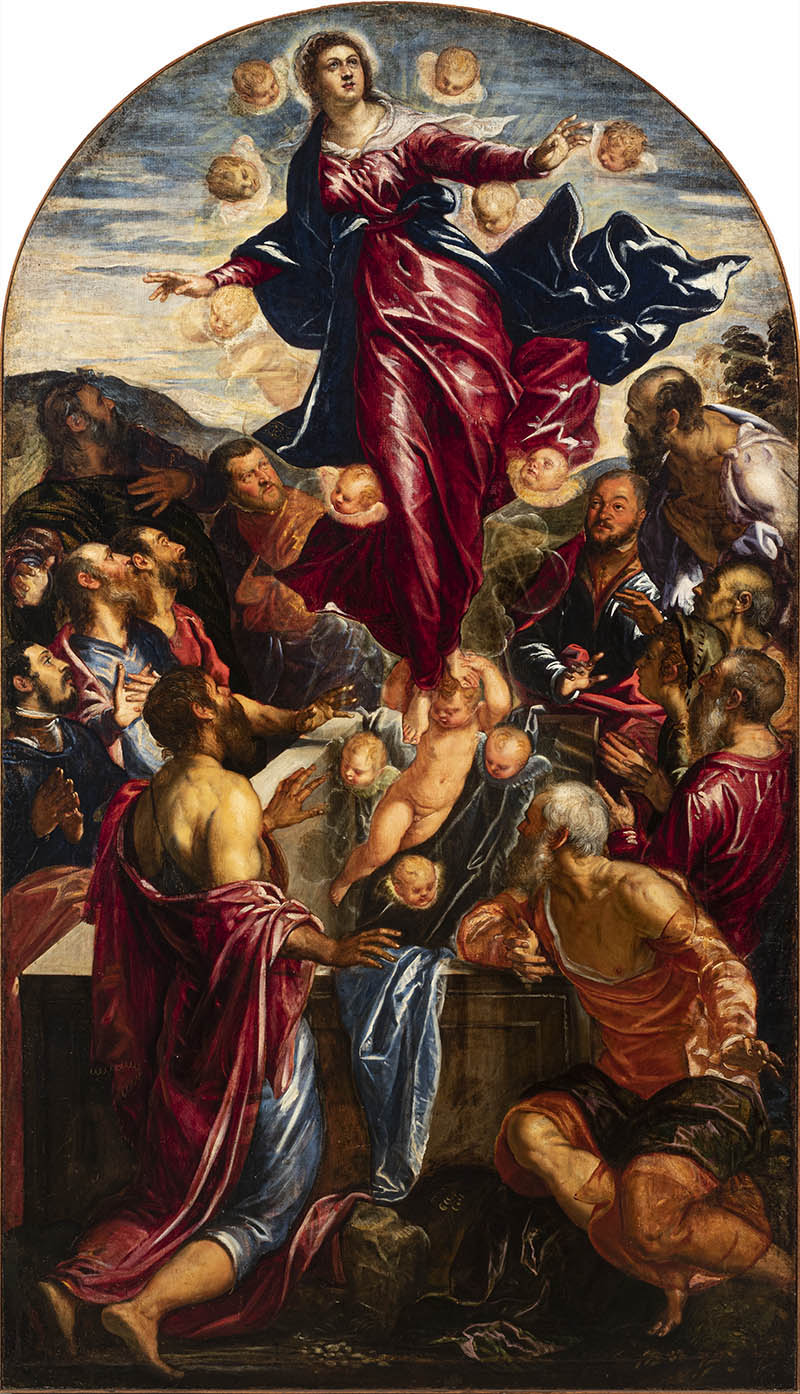
Jacopo Tintoretto, Assunzione della Vergine, Venezia, Gallerie dell'Accademia, già nella chiesa di San Stin

L'aspetto esterno della chiesa risulta pressoché invariato nello schizzetto a penna di Giacomo Guardi di fine Settecento, tranne che per l'elevazione di una cappella laterale. Internamente invece gli aggiornamenti degli altari erano stati radicali durante il tra la fine del XVII secolo e l'inizio del XVIII, ce resta qualche traccia nei disegni del Visentini. 
Alcune tracce documentali ci restano del progetto di Antonio Gaspari per la cappella della famiglia Zane. Tuttavia l'ispirazione ai modelli del Borromini, manifestati in questo progetto, si sa che era poco gradita ai nobili veneziani e che la realizzazione finale fu di Domenico Rossi, più disponibile a seguire le più gradite impostazioni palladiane. Quale sia stata l'esecuzione finale ci rimane ignota e rimane azzardato supporre che corrisponda al corpo elevato rappresentato da Guardi.

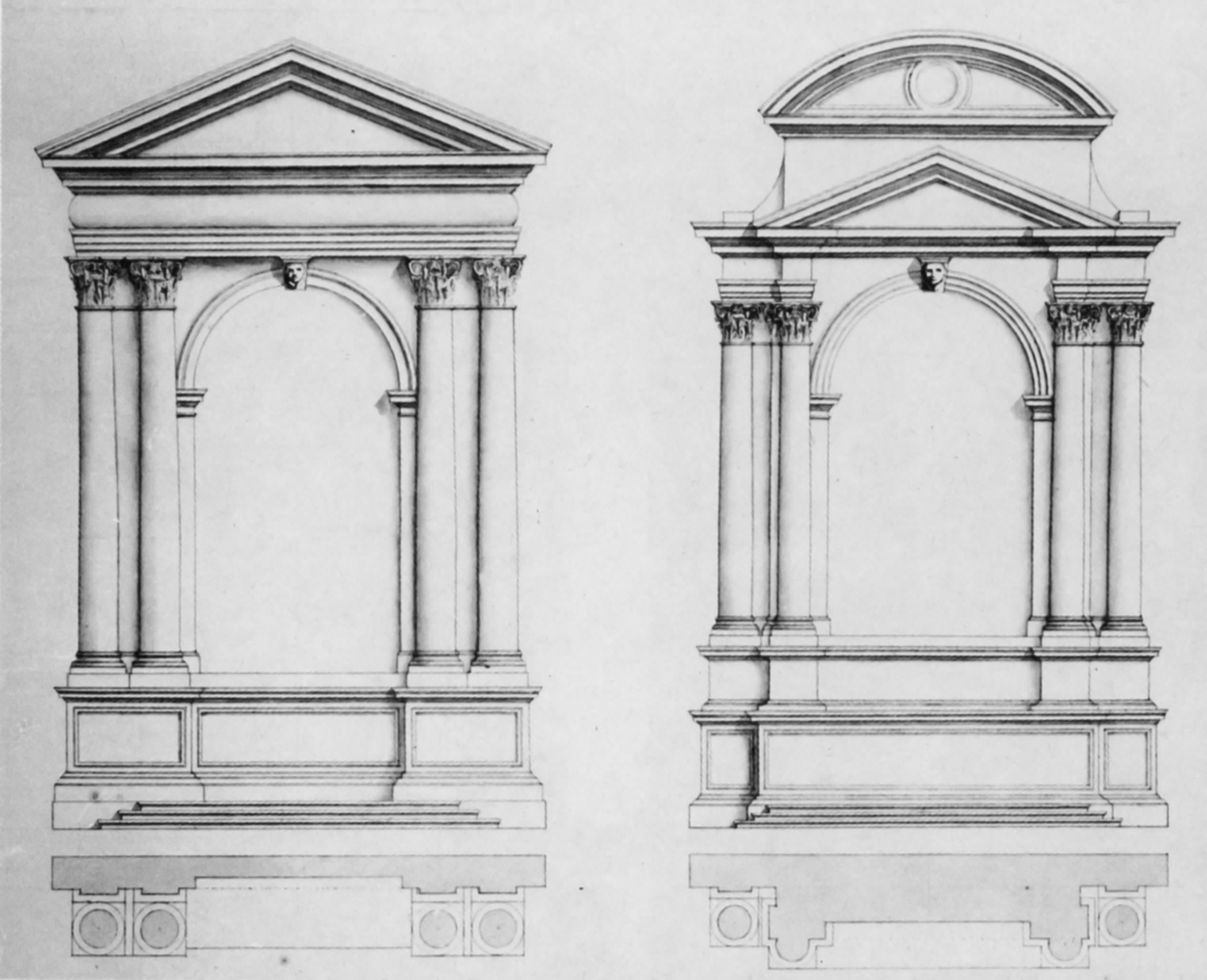
Antonio Visentini, rilievo di due altari della chiesa di San Stin, 1730/1740, Londra, Courtould Institute of Art

Quanto ai dipinti, Sansovino, alla fine del Cinquecento, trovò la chiesa quasi priva di opere di interesse «perciochè quei che vi erano, consumati dal tempo, sono del tutto estinti» e riferì soltanto della «molto bella & ben fatta» pala dell'Assunzione di Jacopo Tintoretto (la tela è ora esposta all'Accademia). 
Boschini (1674) e Zanetti (1733) confermarono le lodi al Tintoretto e aggiunsero la presenza di tre quadri dell'allievo del Palma Girolamo Pilotti sugli altari laterali: la Raccolta della manna nel deserto, la Natività di Maria e lo Sposalizio della Vergine. Ambedue citano la Trinità dipinta da Giacomo Petrelli sul soffitto della cappella del Cristo. Se Boschini non fa in tempo a citare il Transito di san Giuseppe di Gregorio Lazzarini nella cappella absidale a sinistra e il Sogno di Giuseppe di Antonio Molinari a fianco dell'altar maggiore, riesce invece a ricordare le tracce residue degli affreschi della Speranza e della Carità dipinti sulla facciata esterna da Pietro Liberi.